# Stenochironomus nudipupa
Stenochironomus nudipupa är en tvåvingeart som beskrevs av Art Borkent 1984. Stenochironomus nudipupa ingår i släktet Stenochironomus och familjen fjädermyggor. Inga underarter finns listade i Catalogue of Life.